# Musée archéologique de Séville

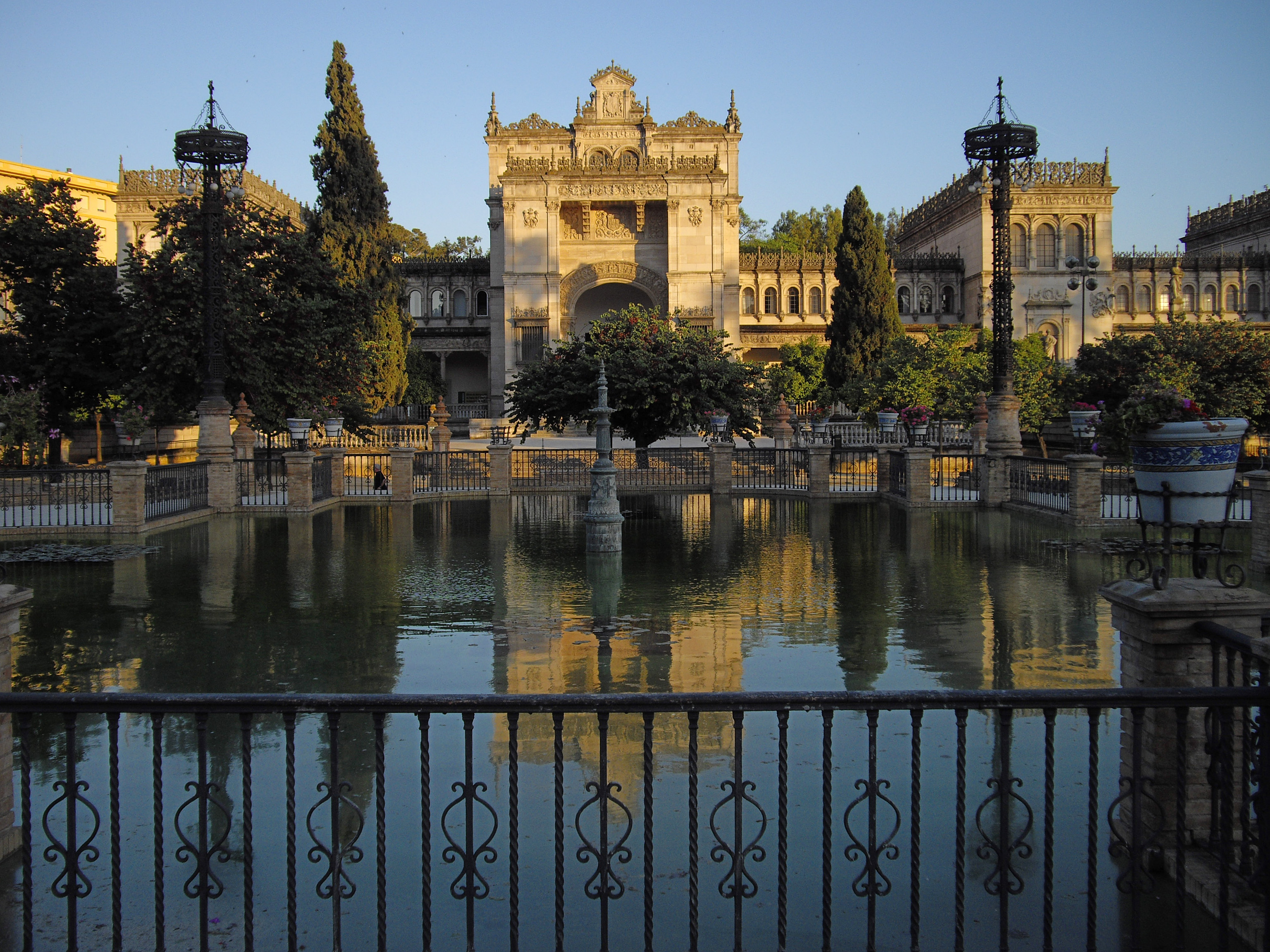
Extérieur du musée

Le Musée Archéologique de Séville est situé plaza de América, face au Musée d'Arts et Coutumes Populaires (ancien pavillon Mudéjar), dans le parc de María Luisa. Le bâtiment hébergeant le musée était l'ancien pavillon des Beaux-Arts de l'Exposition ibéro-américaine de Séville de 1929.

## Bâtiment du musée
En 1911 a eu lieu un concours pour la construction du bâtiment, remporté par l'architecte sévillan Hannibal González, avec un projet de style néo-renaissance. L'édifice a été construit entre 1912 et 1919, comme beaucoup d'autres réalisés à Séville dans le contexte préalable à l'Exposition Ibéro-américaine de 1929, et a été baptisé "Palais de la Renaissance". Il a été le bâtiment le plus cher de la Place de l'Amérique, doublant le budget du voisin pavillon Mudéjar. Pendant l'exposition il a été consacré comme Palais des Beaux-Arts. En 1942, ont été déplacés dans le bâtiment les collections archéologiques.
L'extérieur est inspiré du Palais de Monterrey de Salamanque, bâti en 1539 selon un projet de Rodrigo Gil de Hontañón et Martín de Santiago. L'intérieur, avec l'ample hall de forme ovale, s'inspire dans l'accès avec hall circulaire d'autres musées européens comme l'Altes Museum de Berlin.

## Histoire du musée
Le Musée a été créé en 1879 par l'Arrêté de 1867 sur des Musées Archéologiques (alors appelés Musées d'Antiquités).
Les premiers fonds ayant servi pour la fondation du musée se composaient des restes trouvés dans les excavations d'Italica, objets qui ont été réunis autour de 1780 par le gouverneur de l'Alcazar, Don Francisco de Bruna y Ahumada, déposés dans l'Alcazar de Séville; en 1788, avaient été ajoutées les sculptures des empereurs Trajan et Hadrien, résultat des fouilles réalisées à Santiponce, outre les objets extraits dans les excavations officielles d'Italica effectuées entre 1839 et 1840.
Le 21 novembre 1879 est créé officiellement le Musée Provincial d'Anciennetés de Séville. Les œuvres comprennent des fonds d'architecture, de sculptures, épigraphes et céramiques, et ont une succès public presque d'immédiat : le nombre de visites est d'environ 12.000, chiffre important en comparaison de beaucoup de musées nationaux de l'époque.
Avec le temps s'ajoutent nombre d'œuvres au musée qui manque l'espace. Jusqu'en 1941 le problème demeure, lorsque la Mairie de Séville décide de céder le Pavillon des Beaux-Arts au Ministère d'Éducation Nationale, par accord du 31 décembre 1941.
Ainsi l'ancien pavillon commence à exposer et sert de Musée Archéologique Provincial. Dans ce même acte la mairie a cédé pour les déposer les fonds de l'ancien Musée Archéologique Municipal, créé en 1886 et inauguré le 28 mars 1895 par l'Infante Luisa Fernanda de Bourbon; ses collections étaient conservées dans la Tour de Don Fadrique de Séville.
La nouvelle installation et toutes ses collections réunies a été inaugurée le 25 mai 1946, avec huit salles, bibliothèque et direction.
Depuis le 1er mars 1962 l'ensemble du bâtiment et son contenu a été déclaré Bien d'intérêt culturel. Pendant les années 1970 le musée connaît des travaux d'agrandissement et d'amélioration, en augmentant le nombre de salles jusqu'aux 27 actuelles où sont conservés plus de 60 000 pièces, en ajoutant les objets en propriété et en dépôt ; parmi elles les œuvres originaires d'Italica occupent un espace remarquable. Cependant, le bâtiment continue à nécessiter d'importants changements.

## Collections
L'excellente qualité des oeuvres et pièces et leur quantité font du musée l'un des premiers d'Espagne. Les collections soulignent les restes de l'époque romaine et hispano-romaine, les plus importants et abondants que possède le musée, et qui viennent en majeure partie d'Italica. À ces trouvailles s'ajoutent les donations réalisées par des particuliers ou même la Mairie de la ville. Egalement remarquables sont les pièces d'époques pré-romaines.

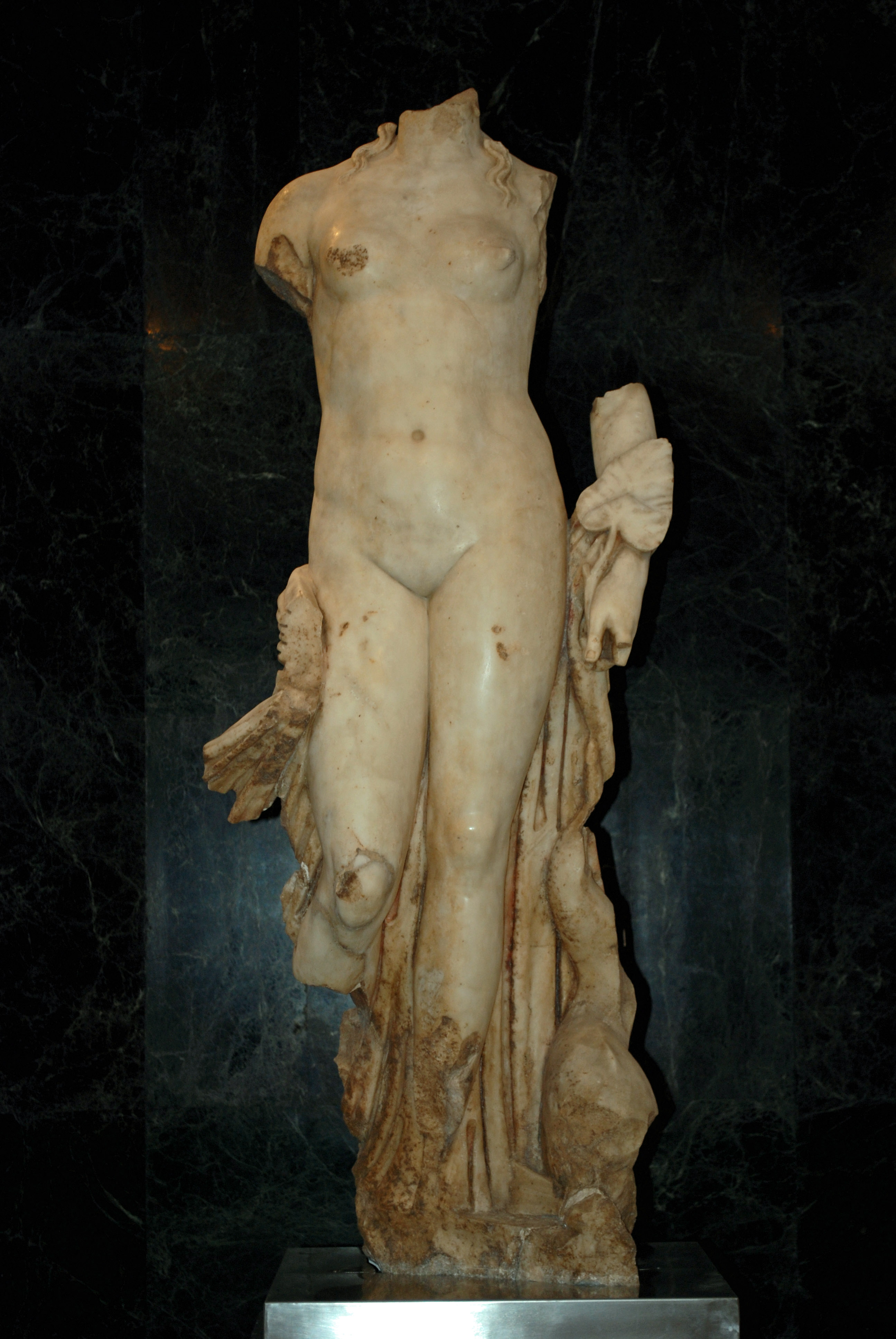
La Vénus d'Italica (an 117).

### Les salles

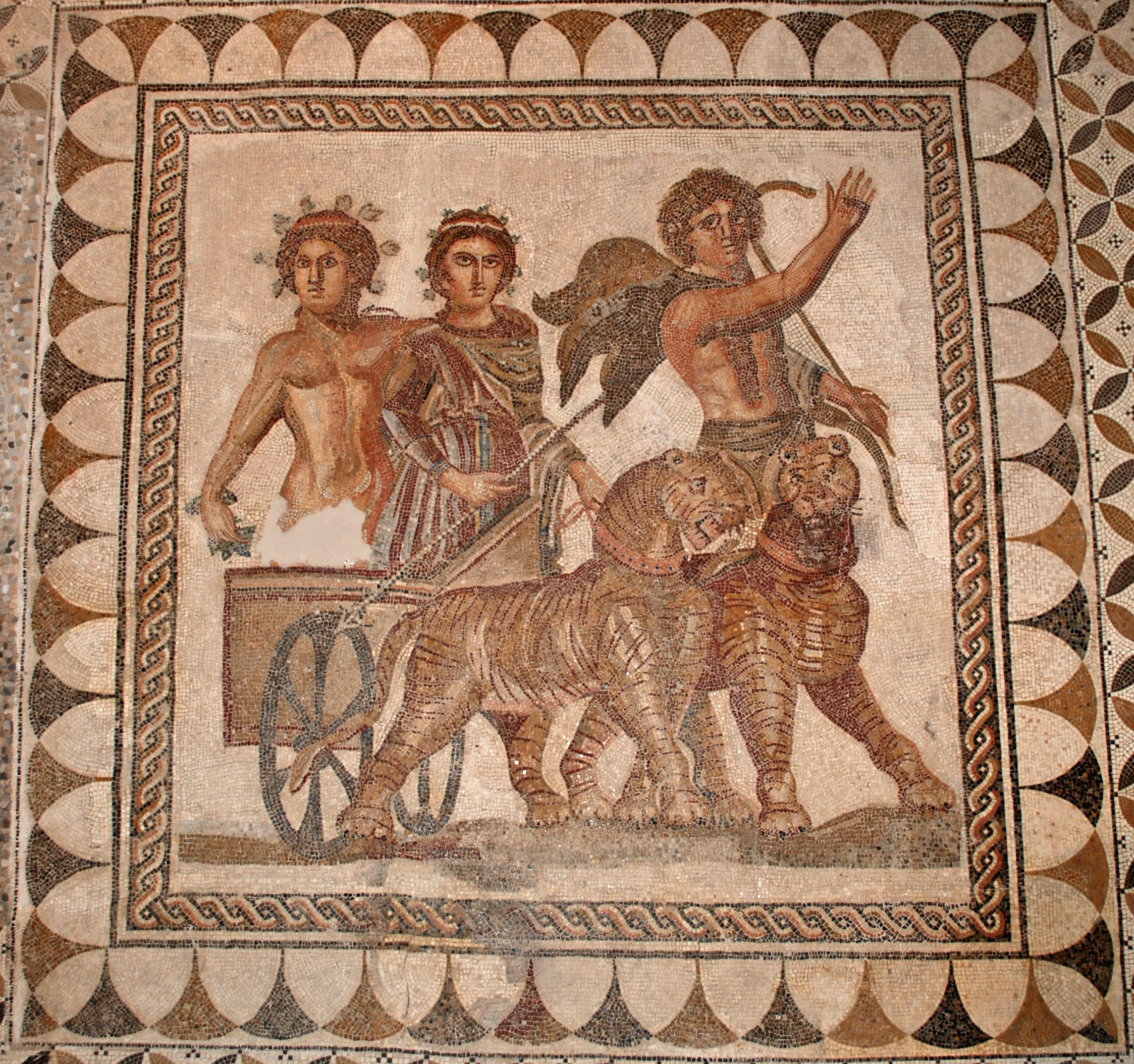
Mosaique de Bacchus.

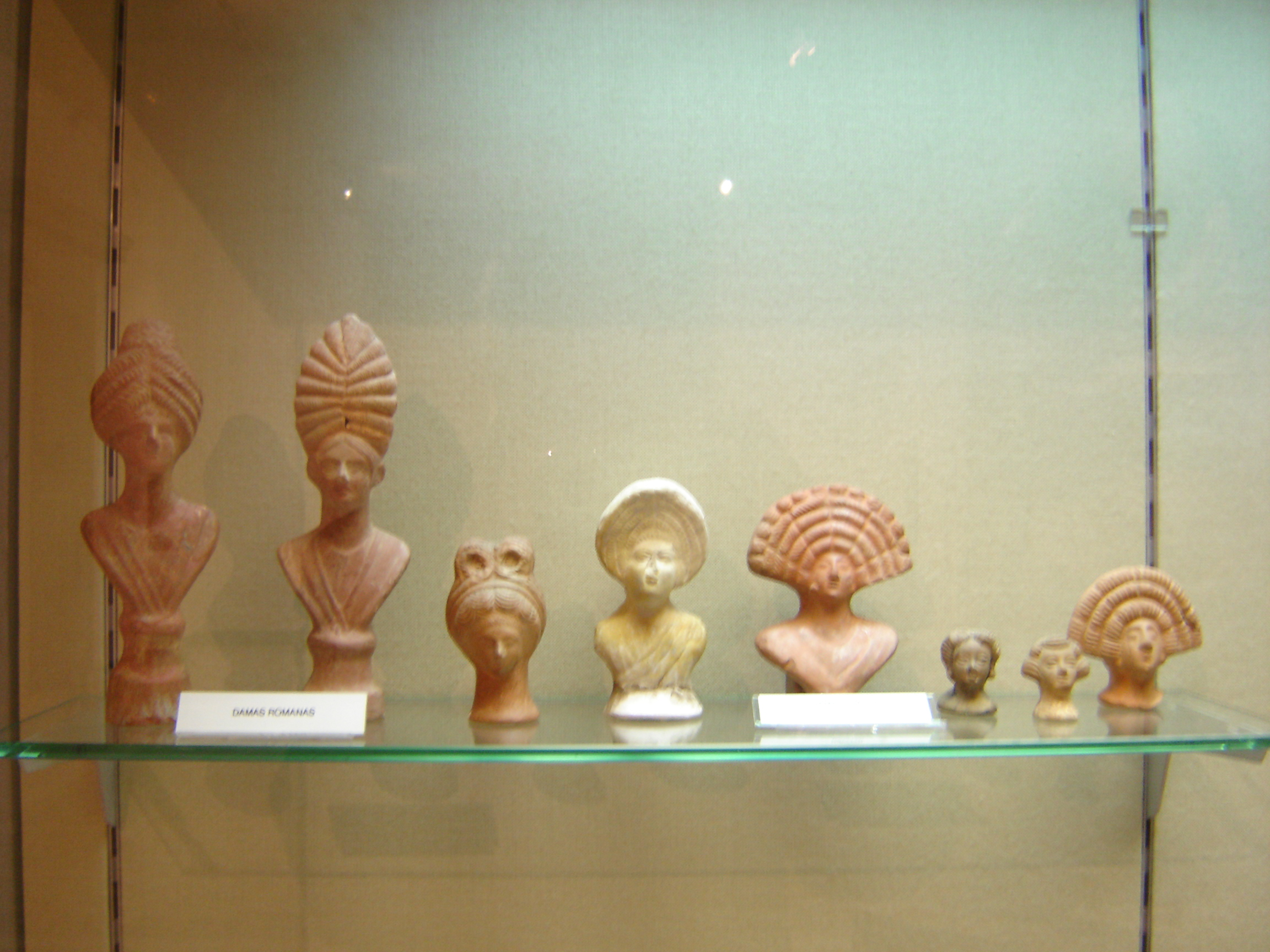
Terracotas romaines, bustes et coiffes de femmes.

- Salles I à X : pièces datées depuis le Paléolithique jusqu'à la céramique ibérique.
- Salles XII à XV : collection d'éléments de l'Empire romain en Hispanie, sculptures, mosaiques, restes architecturaux, épigraphie, verre, céramique, orfèvrerie, etc. Les plus remarquables sont les sculptures colossales, comme l'Hermès, un portrait d'Alexandre le Grand (IIe siècle), un torse d'Artémis ou Diane chasseresse, réalisé en marbre (IVe siècle), ou le torse du Diadumène.
- Salle XIV : abrite celle considérée comme la plus belle sculpture classique découverte sur le sol espagnol, une représentation de Mercure, copie d'une autre œuvre en bronze attribuée à Cephisodotos l'Ancien (père de Praxitèle).
- Salle XVI : présente la Vénus d'Italica, la salle XVII l'Aphrodite Anadyomène après sa naissance de l'écume de la mer, dont le style fait qu'elle doit dater du IVe siècle
- Salle XIX : déesses diverses telles que Isis, Diane et Cybèle.
- Salle XX (centre du bâtiment) : grand répertoire de statues et portraits de personnes des familles impériales parmi lesquelles celles d'Auguste, de Trajan divinisé, un buste-portrait d'Hadrien et un portrait de Vespasien.
- Salle XXVI : Collections médiévales : pièces paléochrétiennes, wisigothes et califales, avec un sarcophage paléochrétien et des croix d'or wisigothes arrivées depuis Tolède.
- Salle XXVII (et dernière) : œuvres mudéjares et quelques-unes gothiques.
- Etage haut : Le Carambolo. Salle monographique, elle expose la réplique du trésor d'El Carambolo, avec les trésors de Ébora et Mairena, ainsi que les vestiges de la civilisation tartésienne conservés dans le musée.

## Projet de rénovation
L'architecte sévillan Guillermo Vázquez Consuegra a gagné un concours national en décembre 2009 pour la réforme complète du bâtiment et la rénovation du discours muséographique. Le projet prévoit d'ouvrir le salon ovale central aussi bien que d'installer des ascenseurs, et des améliorations concernant l'illumination et la climatisation du bâtiment. Le coût total du projet est de 33.461.375 euros. Les Budgets Généraux de l'Espagne de 2013 avaient réservé 350.000 euros pour entamer les rénovations, pourtant, le processus a été paralysé jusqu'en 2020.

## Galerie d'images

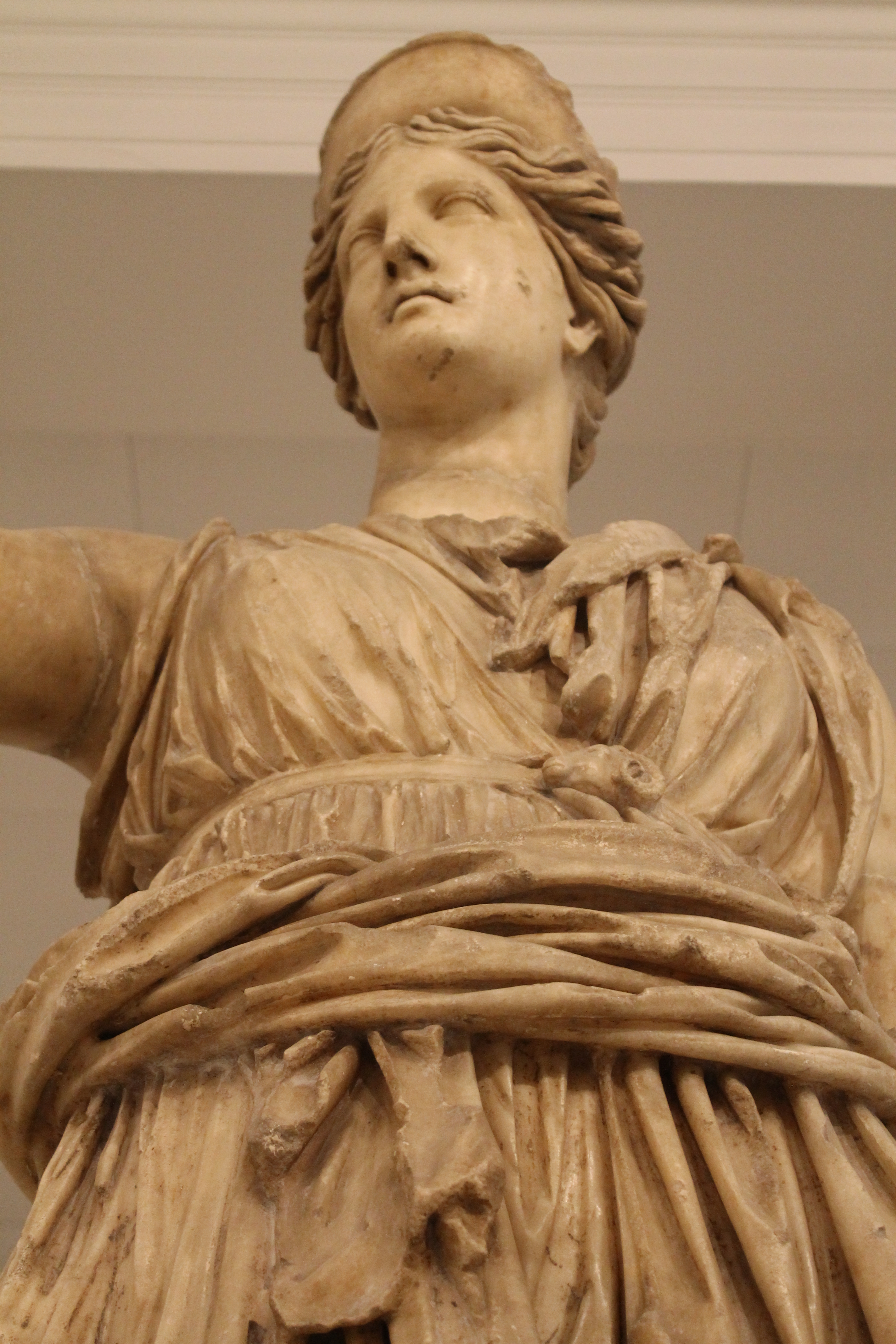
Diane chasseresse
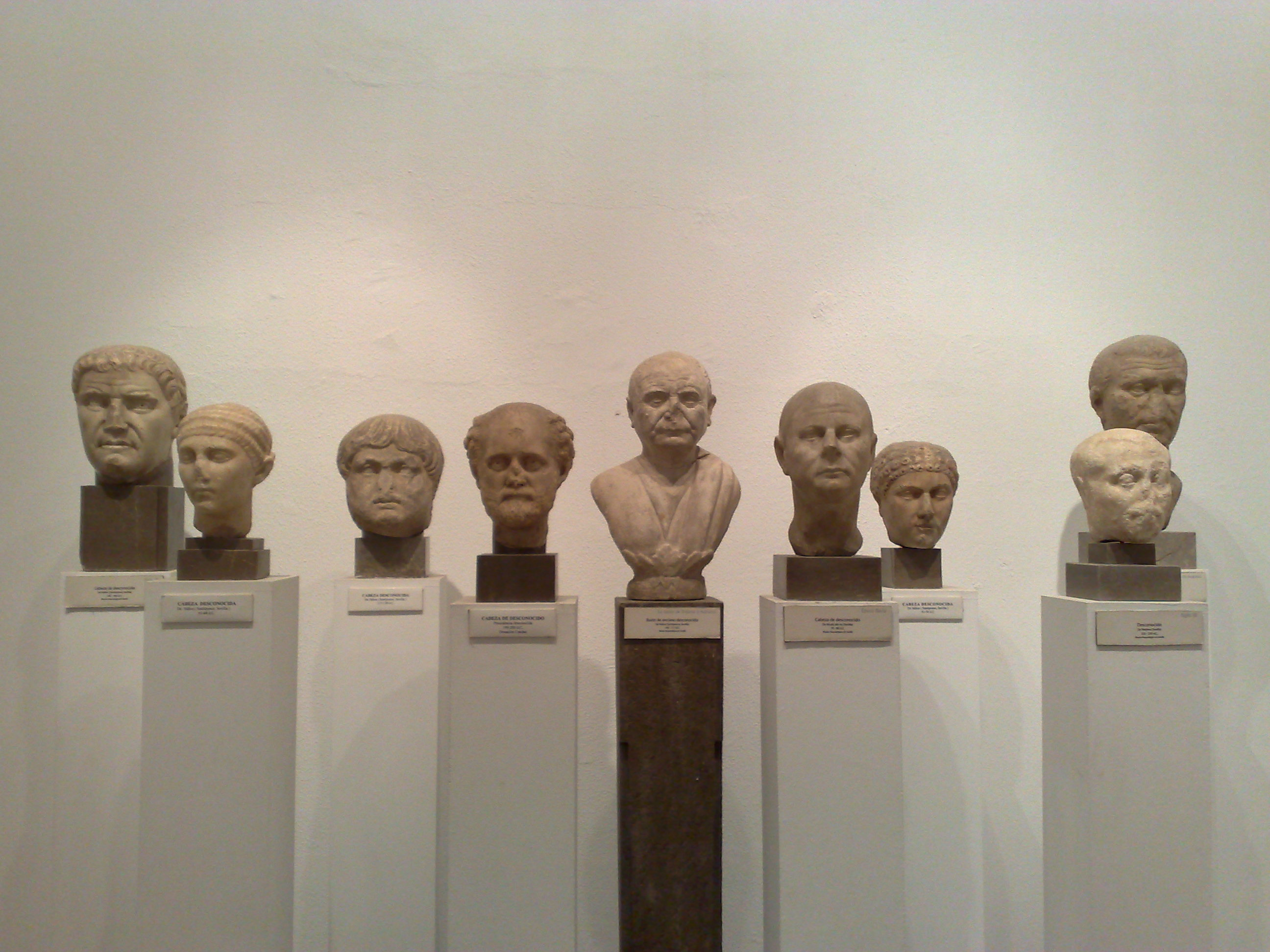
Bustes romains.
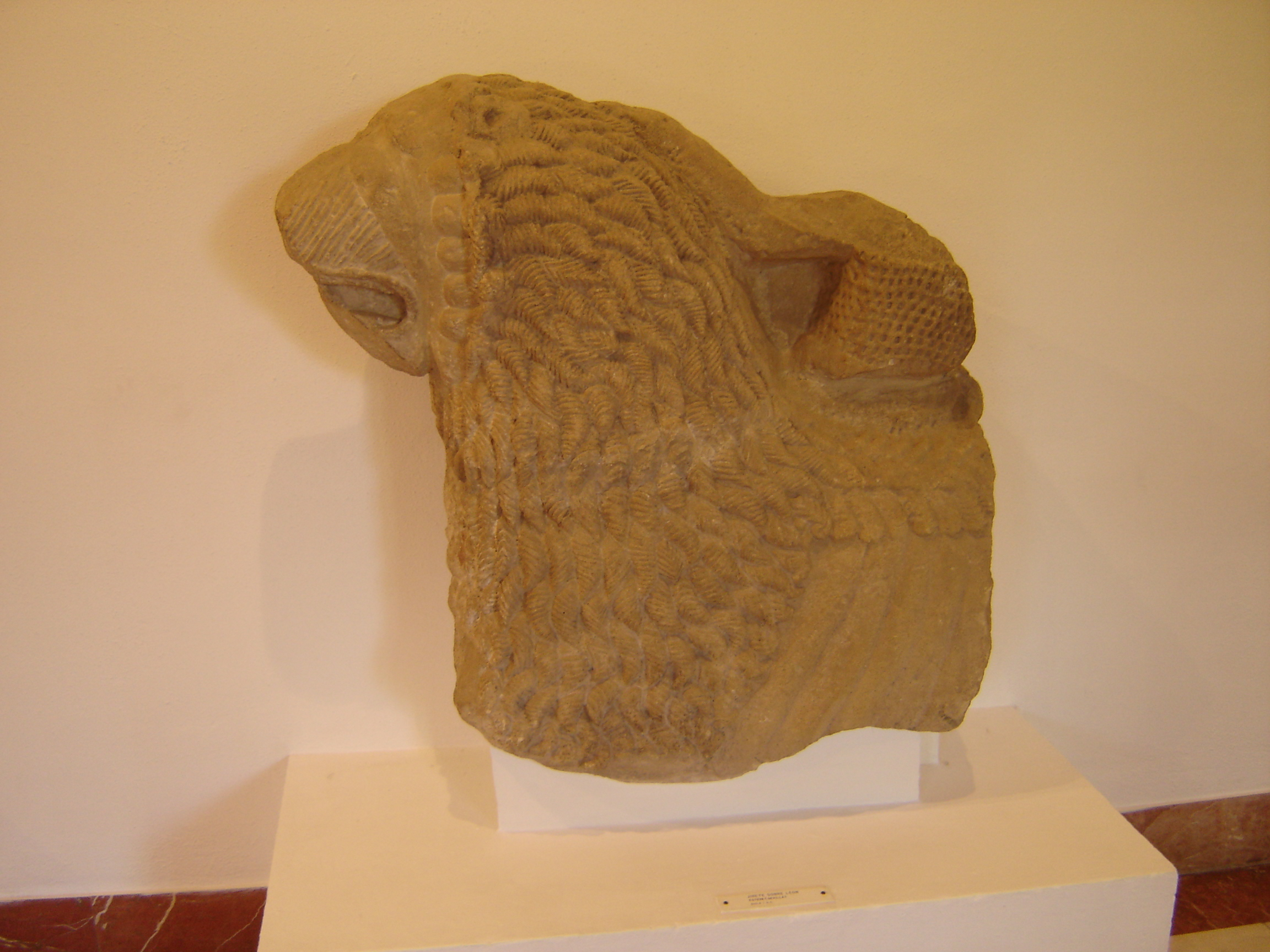
Art ibérique
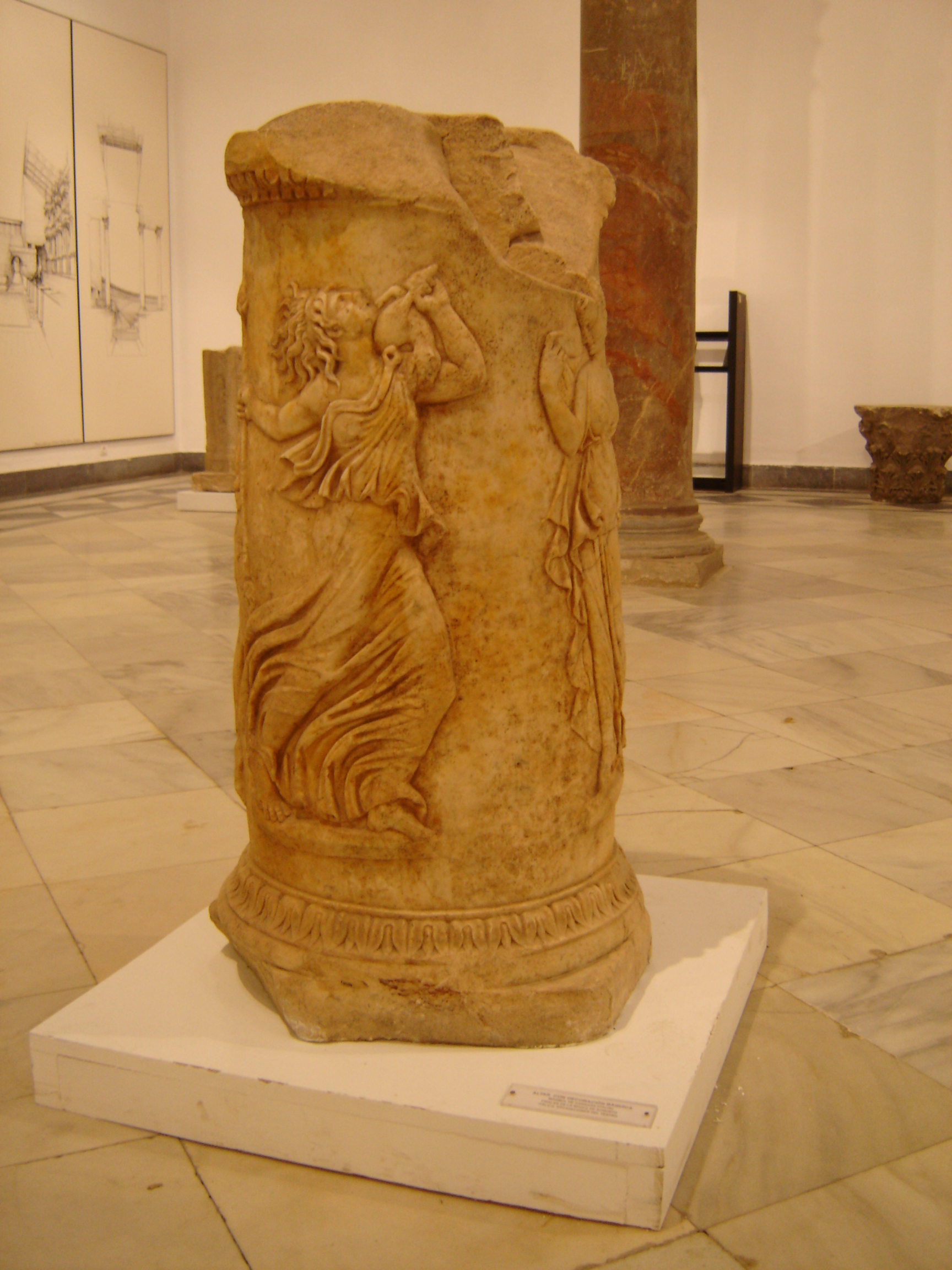
Pilier avec décoration.
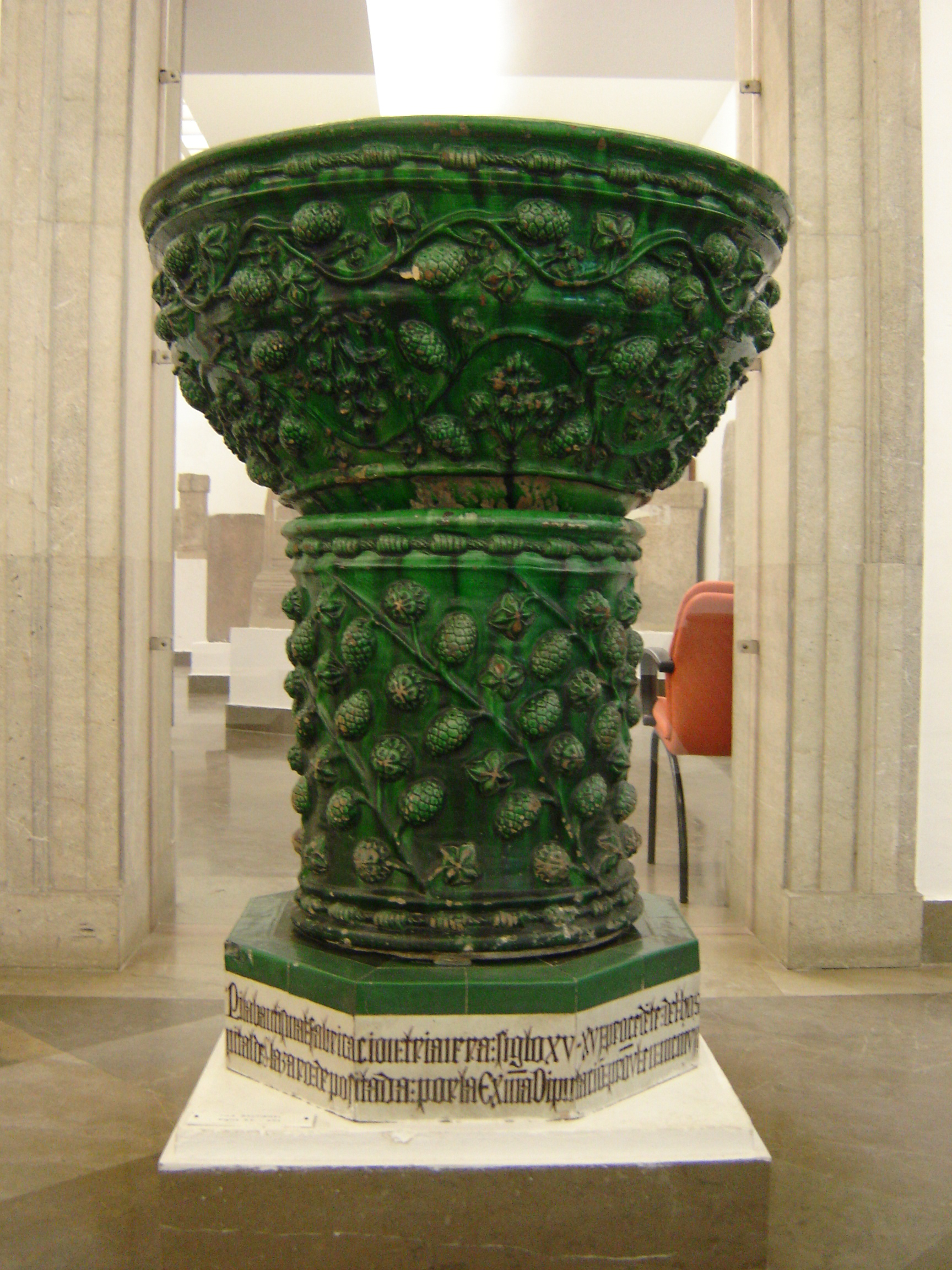
Pilier baptismal.
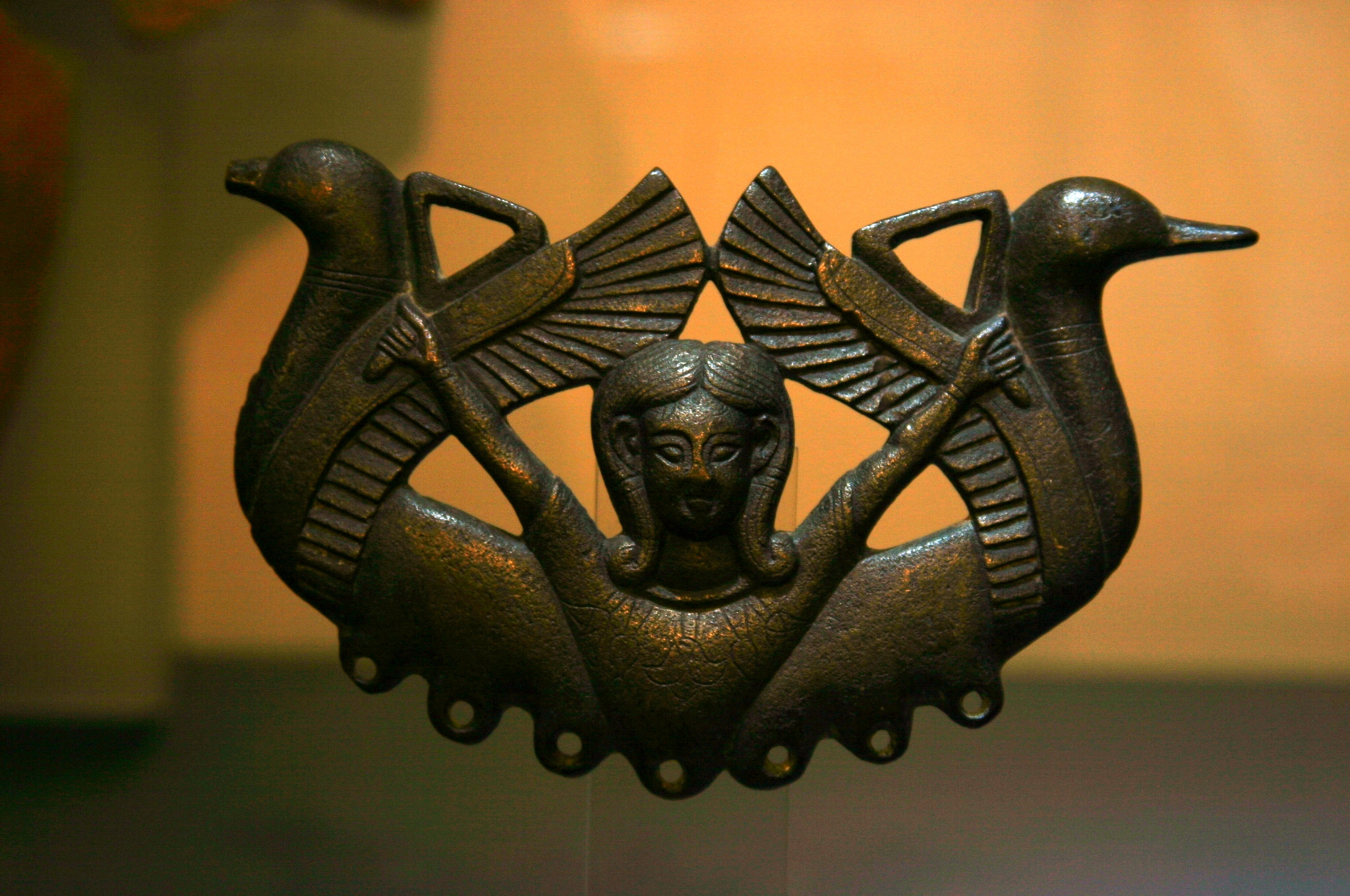
Bronze tartésien, dit "Bronze Carriazo".